# Couverturechoklad
Couverturechoklad är en mycket högkvalitativ choklad som innehåller en högre andel kakaosmör (32–39%) och används till bakning och matlagning eller äts som den är.  Den höga halten kakaosmör, i kombination med korrekt temperering, ger chokladen mer glans, en krämig mjuk smak och ett tydligt knäckljud när chokladen bryts. 
Den totala "procentandelen" som citeras på många chokladvarumärken baseras på mängden kakaosmör i förhållande till mängden kakaopulver. För att vara korrekt märkt som "couverture", måste chokladen innehålla minst 35% kakopulver och minst 31% kakaosmör. 
Couverturechoklad används i professionell tillverkning vid doppning, överdragning, gjutning och garnering.